# Donimalai Township
Donimalai Township è una suddivisione dell'India, classificata come census town, di 6.555 abitanti, situata nel distretto di Bellary, nello stato federato del Karnataka. In base al numero di abitanti la città rientra nella classe V (da 5.000 a 9.999 persone).

## Geografia fisica
La città è situata a 15° 03' 44 N e 76° 35' 40 E.

## Società

### Evoluzione demografica
Al censimento del 2001 la popolazione di Donimalai Township assommava a 6.555 persone, delle quali 3.378 maschi e 3.177 femmine. I bambini di età inferiore o uguale ai sei anni assommavano a 671, dei quali 345 maschi e 326 femmine. Infine, coloro che erano in grado di saper almeno leggere e scrivere erano 5.249, dei quali 2.891 maschi e 2.358 femmine.